# Мыс страха (фильм, 1962)
«Мыс страха» (англ. Cape Fear) — фильм в жанре триллер, снятый режиссёром Дж. Ли Томпсоном в 1962 году.

## Сюжет
Макс Кэди выходит из тюрьмы, отсидев 8 лет за изнасилование. Он находит свидетеля его преступления, из-за которого, по его мнению, его посадили, и желает получить компенсацию за свои долгие страдания. Кульминационные сцены происходят на мысе Страха в Северной Каролине.

## В ролях
- Грегори Пек — Сэм Боуден
- Роберт Митчем — Макс Кэди
- Полли Берген — Пегги Боуден
- Лори Мартин — Нэнси Боуден
- Мартин Болсам — шеф полиции Марк Даттон
- Джек Крушен — адвокат Дэйв Графтон
- Телли Савалас — частный детектив Чарльз Сиверс
- Барри Чейз — Дайан Тэйлор